# Пытляк, Павел Петрович
Павел Петрович Пытляк (1911—2006)- советский инженер, учёный — электрометаллург, металловед. Лауреат Ленинской и двух Сталинских премий.
Всю трудовую жизнь (72 года) работал в ленинградском ЦНИИ материалов (1937 — НИИ № 13 НКОП, 1966 — Центральный Научно-Исследовательский Институт Материалов МОП,
1992 — ФГУП ЦНИИМ) (во время войны — в эвакуации в Перми).
Член КПСС с 1958 г.
Кандидат технических наук, старший научный сотрудник.
Умер 23 декабря 2006 года в Санкт-Петербурге.
Сталинская премия 1949 г. — за разработку способа защитного покрытия урановых блоков.
Сталинская премия 1953 года за инженерную разработку конструкции реактора и за проект завода.
Ленинская премия
Награждён орденами Трудового Красного Знамени (1949) и Октябрьской Революции (1971).
Автор книги: Пытляк П. П. История создания и развития Центрального Ордена Ленина научно-исследовательского института материалов.